# Videomapatge

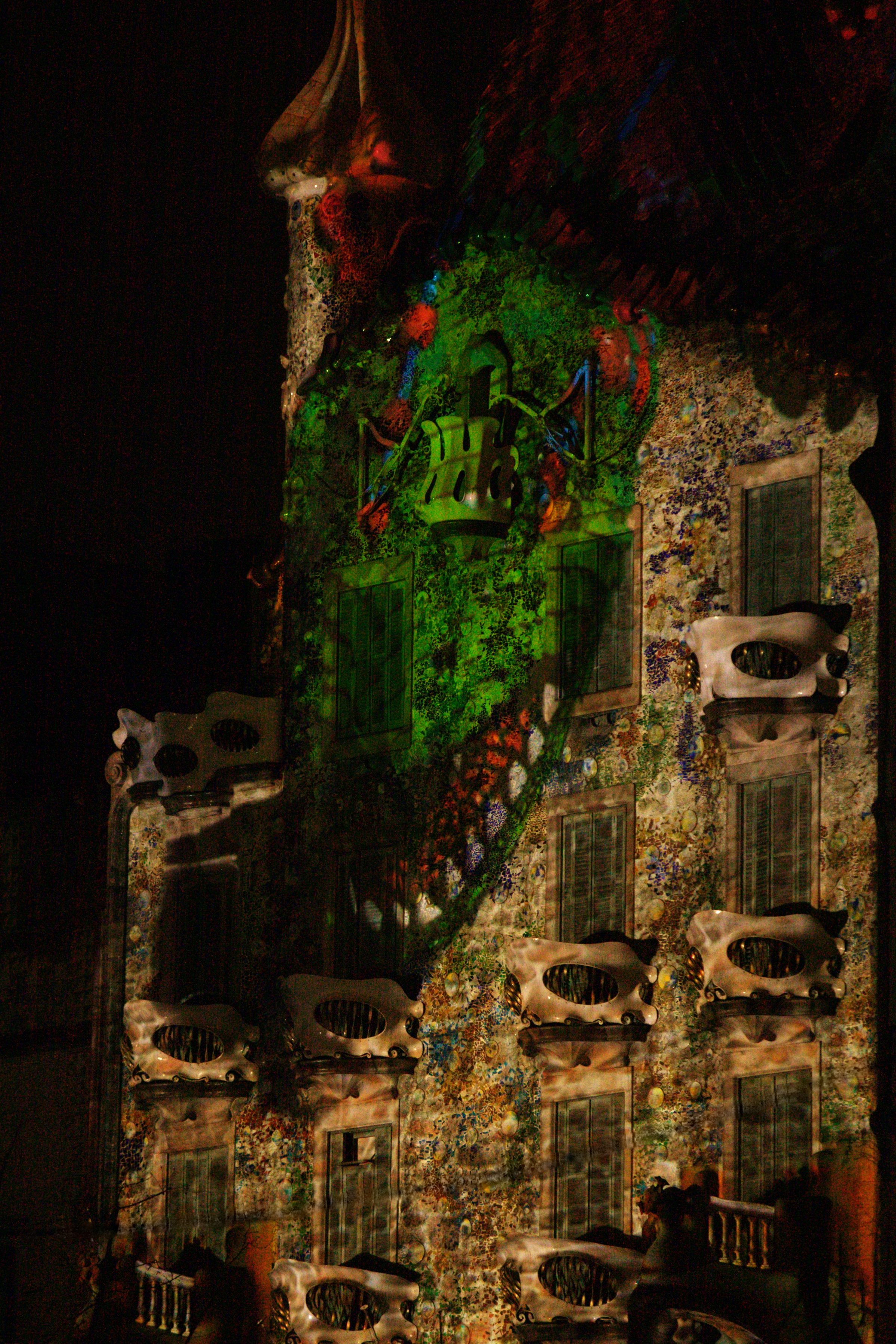
Videomapatge d'un drac sobre la casa Batlló en al·lusió al simbolisme representat per Gaudí a la seva façana

El videomapatge (en anglès, video mapping o projection mapping) és una tècnica de projecció utilitzada per a projectar imatges, habitualment en format vídeo i animacions amb objectes virtuals de dues o tres dimensions sobre qualsevol classe de superfície, gràcies a un programari especialitzat i una metodologia concreta.
Els videomapatges se solen projectar sobre superfícies amb volum, com ara façanes, mobiliari urbà o interiors d'edificis.
El propòsit és interactuar amb un espai i encaixar determinades imatges damunt la seva superfície. El vídeo mapatge és "una superposicició de revestiment virtual a sobre d'una superfície material amb l'objectiu de modificar la percepció visual." La sincronia que es genera entre imatge i àudio afavoreix una experiència immersiva.
Un dels primers moments de reconeixement del mapatge com a forma d'art va ser el 2005, a Ginebra, Suïssa, durant la primera edició del Mapping Festival, un esdeveniment internacional dedicat al món del vjing i tot el relacionat amb les arts visuals.

## Història
El videomapatge té el seu origen en les famoses representacions de les ombres xineses que van començar a utilitzar-se en el món del teatre de la dinastia Han. No pretenien projectar una imatge per deformar-la i veure un efecte audiovisual, però primitivament podem dir que és l'antecedent del videomapatge conservant un element bàsic com la llum. Un cop arribat a Europa occidental va arribar la “llanterna màgica”, creada per Christiaan Huygens i Athanasius Kircher, que van portar a terme un projector de seqüència d'imatge a la pantalla gran, en un inici era per la classe burgesa, més endavant es va popularitzar en totes les classes socials. A finals del segle xvii es va inventar la fantasmagoria, que consistia en un projector més sofisticat compost per una barreja de diferents “llanternes màgiques” a les que es van afegir rodes, barrejant projectors frontals, retro projeccions i projeccions sobre fonts de llum. L'origen de les arrels històriques del videomapatge són recents, les trobem en projeccions sincronitzades dels vj que fusionaven la música amb imatges. Per aquesta necessitat de creixement, expansió i pel seu enorme èxit, les projeccions van deixar les discoteques per ocupar naus industrials en raves i més endavant places i espais públics de ciutats.
La primera manifestació pública de videomapatge com es coneix avui dia va ser l'any 1969 al parc d'atraccions de Disneyland a Orlando. Anys més tard, la mateixa empresa creadora d'aquesta tecnologia va començar a patentar aquest invent que es va definir com una projecció en un objecte 3D d'una imatge virtual. Posteriorment, l'any 1980 l'inventor i professional de la realitat virtual Michael Naimark va introduir una modificació innovadora en el disseny del mecanisme: una càmera rotativa en una instal·lació artística. Però en aquest cas concret, la imatge es projectava sobre un fons blanc 3D i no sobre un edifici o superfície arquitectònica com es pot observar en alguns casos actuals. Durant la dècada dels anys 90 es van començar a introduir les primeres proves d'efectes sobre façanes i edificis amb una finalitat comercial. Aquesta va ser una tasca complexa, atès que es necessitaven crear projeccions de grans dimensions, però amb el pas el temps i la democratització de la tecnologia i la proliferació d'oficis com dissenyador gràfic va permetre un ampli desenvolupament de noves solucions de llum, so i moviments que fins al moment eren impossibles de recrear a gran escala.

## Característiques tècniques i estètiques
La combinació d'elements bàsics i tècniques de representació produeix una il·lusió feta pel conjunt d'aquests elements que finalment produeix el videomapatge.

### Llum
La llum és un dels elements més important en la tècnica. Amb l'ús és possible veure i definir l'espai, els colors i textures de les imatges projectades.

### Perspectiva
La perspectiva és una tècnica de representació de profunditat i posició relativa dels objectes comuns, aplicant-li tridimensionalitat i volumètrica, cosa vital pel videomapatge. On l'artista representa els elements en la seva forma física i més endavant creant una capa sobre la representació que quadra exactament amb la realitat, donant-li una altra realitat. A part un cop elaborada per realitzar la projecció s'ha de “quadrar” des d'un punt concret perquè encaixi i tingui sentit.

### So
Els videomapatges que es troben dins d'actuacions musicals s'aplicaran de manera sincronitzada als músics, fins i tot als artistes. Creant una atmosfera idònia per implicar a l'espectador al màxim, creant dramatisme. El so com bandes sonores, efectes especials, entre d'altres són recursos molt efectius tal com succeeix al cinema, aplicar-li so al videomapatge representa augmentar un gran percentatge el dramatisme, de tal manera que l'espectador està totalment submergit per ell i percep les emocions que es volen transmetre de manera més eficaç.

## Realització del videomapatge - Metodologia
Un cop l'objecte és creat, cal crear una còpia virtual de la configuració física completa. Es crea un model virtual de la superfície de projecció i es col·loca dins d'un entorn virtual. Les coordenades han de ser definides segons on es posa l'objecte en relació amb el projector. Finalment, l'orientació xyz, la posició i l'especificació de la lent del projector s'afegeix a l'escena virtual. Uns ajustaments manuals són habitualment necessaris per retocar l'escena física o la virtual a fi d'obtenir els millors resultats. Programari com vvvv, Madmapper de Modul8, Resolume4, Processing, Isadora, Adobe Flash, MAX/MSP/Jitter, Open Frameworks, 3D Studio Max, Cinema 4D, o servidors de multimèdia com Photon, Watchout, Pandoras Box, entre d'altres es poden fer servir en el videomapatge.
El procés d'un vídeo mapping consta de dues fases: la preproducció (àmbit tècnic i conceptual) i l'execució.

### Preproducció tècnica
El primer pas és fer una visita tècnica de la superfície a projectar, prendre notes sobre les lluminàries que poden afectar la projecció (enllumenat públic o comercial, arbres o mobiliari que estigui a la línia de projecció) doncs la llum ambiental minva la potència lumínica del projector. És important recol·lectar mides envers la superfície i la disponibilitat física per la col·locació dels projectors i d'altres dispositius (altaveus, equip tècnic, etc.) com també punts de llum i de quin voltatge disposem. Amb aquesta visita preliminar podrem dilucidar quina lent hem d'aplicar al projector i quants projectors faran falta, a més ens farem una idea també de quina tècnica de projecció farem ús: multiprojecció, blending, stacking... Durant aquesta visita tècnica també realitzarem una fotografia frontal de la superfície a projectar per tal de fer una plantilla anomenada blueprint necessària per realitzar l'animació que projectarem. Una vegada disposem del blueprint i del guió, crearem la peça audiovisual que projectarem a la superfície escollida.
Totes les dades anteriors (mides, dispositius, situació dels dispositius, punts de llum, etc.) haurem de plasmar-les en un rider tècnic per tal que tot l'equip implicat disposi de la informació.

### Preproducció conceptual
Com que el mapatge és una disciplina audiovisual, el guió tindrà tres línies a seguir, descripció narrativa (què passa), efecte mapatge (com passa) i àudio (efectes sonors que potencien les imatges). En el transcurs d'aquesta fase és on es busquen referents visuals, tant del món del mapatge com de qualsevol altre llenguatge visual: cinema, animació, videoart, gràfica generativa... Durant aquest procés es tracta de "traduir" el llenguatge audiovisual que volem explicar al llenguatge del videomapatge que és identitari en el sentit que es generen noves dimensions a partir de la realitat mitjançant il·lusions òptiques, basades en la perspectiva, el volum i el joc de llums i ombres.

### Execució
Una vegada s’han situat els dispositius de projecció i àudio tal com estan descrits al rider tècnic, es farà el warping, que és una malla virtual per sobre del blueprint que permet modificar la sortida de vídeo per a poder ajustar-la a la superfície a projectar amb programari com Madmapper o Resolume, programari que també ens servirà per a dur a terme l'últim pas del procés: la projecció.

## Usos
El videomapatge va obtenir notorietat principalment a través de campanyes publicitàries i vídeoclips de músics electrònics. Aquestes campanyes publicitàries fan servir habitualment tècniques de mapping per projectar escenes interactives en façanes d'edificis. Les tècniques comunes per a aquestes actuacions inclouen també mappings tridimensionals i projecció 3D per crear la il·lusió de profunditat. Entre la comunitat de música disco electrònica, s'està fent cada vegada més comú que VJ's acompanyin la música amb synced visuals. Encara que s'utilitzen comunament pantalles de projecció normals, alguns artistes visuals estan començant a crear instal·lacions personalitzades per projectar en 3D.
El 2011, a Florència (Itàlia), es va exhibir (en directe) el primer experiment d'un vídeo mapping de 360° d'una escultura de l'artista italiana Rabarama.

## Produccions d'aspecte cultural, artístic i publicitari
El videomapatge és una eina que s'ha arribat a utilitzar en molts aspectes, tant com en produccions d'aspecte cultural, art o publicitat.

### Mapatge d'aspecte cultural
Eina utilitzada en caràcter d'aspectes culturals, és a dir, en moment de celebracions o esdeveniments culturals, destacant certs edificis emblemàtics de les ciutats o projectant en qualsevol espai d'elles. En aquests esdeveniments el seu propòsit és embellir temporalment el valor arquitectònic d'un edifici o espai, relatant la història de l'emplaçament o de la societat en un moment temporal, realitzant una narració audiovisual sobre el moviment cultural o simplement per donar-li un toc de gràcia a les emotives festes o celebracions culturals del lloc.

### Mapatge aplicat a les arts escèniques
Aplicat a alternatives escèniques, en grans obres de teatre, òperes i música en directe. Connotant-la d'un nou art en expansió on l'impacte en la societat és major que un altre tipus, reforçant narracions teatrals o fins i tot vídeo creacions artístiques que es projecten per plaer de l'artista, on els límits són els propis de l'artista i el seu desenvolupament en la projecció.

### Mapatge publicitari
Utilitzant aquesta tècnica per la presentació de nous productes, esdeveniments de la marca (branding) o campanyes publicitàries. Normalment aplicat en grans edificis donant major visibilitat a la població i impacte en ella, captant l'atenció dels seus seguidors davant la resta de companyies. Alhora algun d'ells fan que els espectadors interactuï amb el videomapatge i la campanya que s'està portant a terme en el sector publicitari. Reforçant la identitat, expressant valors i compartint experiències en un nou format.
El mapatge ha estat un nou format de comunicació molt recurrent especialment entre les grans marques. D'aquesta manera, mitjançant dissenys molt sofisticats de projeccions amb colors, continguts i textures molt cridaneres ha fet que la finalitat merament publicitària i econòmica quedi en un segon pla i fa que no sigui tan evident. Aquest fet produeix que l'espectador es mostri més receptiu que en contextos publicitaris habituals i que la campanya tingui més impacte en ell.

### Mapatge arquitectònic o institucional
Mapatge per destacar edificis amb valor històric o arquitectònic.
Aquest tipus de mapatge és el més utilitzat globalment en grans capitals, en esdeveniments culturals com en la nit de blanca de Bilbao. El seu propòsit és embellir temporalment el valor arquitectònic d'un edifici, relatant la història del lloc o simplement donar-li un toc fantàstic a l'arquitectura.
Els edificis més emblemàtics que alhora són seus d'institucions tal com poden ser museus, auditoris, etc. fan servir el mapatge com a reclam d'espectacle. És notori el cas del mapping de l'òpera de Sidney que dins el context del Vivid Sidney 2012 va projectar el mapatge a càrrec d'Urbanscreen.

### Table mapping oinverse mapping
Aquesta tipologia de mapatge no és ben bé un vídeo mapatge, donat que no modifica l'arquitectura de cap superfície amb volum. Més aviat és una projecció adaptada a una superfície, però com que s'utilitza la mateixa metodologia que al vídeo mapatge i es fa servir amb el mateix propòsit ha esdevingut una altra categoria de videomapatge.
El "Table Mapping" permet projectar sobre una taula qualsevol mena d'imatges en moviment (sigui vídeo o animació 2D o 3D) tenint en compte tots els elements que hi ha. Gràcies a aquesta tecnologia es pot canviar el color, donar moviment i vida a aliments, plats i fins i tot a la mateixa taula on està l'espectador.
No només es fa inverse mapping al sector de la restauració, també és un reclam al món de l'art atès que amb les projeccions es poden alterar els materials i l'estacitat de l'obra d'art on es projecta o bé fer que les obres formin part de l'escenari d'una narració aliena al discurs de l'obra que és objecte del mapping, tal com van fer Skullmaping al seu projecte "Gallery invasion" que va tenir lloc a la seva pròpia galeria a Leuven (Belgica) el 2016.

### Mapatge corporatiu
Mapatge per a presentació de productes, esdeveniments de marca (Branding) i / o campanya publicitària. Els mapping corporatius són utilitzats per les agències de publicitat. El fan servir especialment per llançar un producte nou al mercat, o marca. Els escenaris que solen utilitzar són grans edificis per donar-li major visibilitat i impacte a la projecció. Últimament, els mini o micro assignacions estan revolucionant aquesta tècnica, ja que ofereixen formats més petits i econòmics.

### Mapatge reconstructiu
El videomapatge reconstructiu s'usa per restaurar virtualment un espai perdut o desplaçat d'un element o conjunt patrimonial.

### Mapatge d'autor
Hi ha tot un seguit d'autors que apliquen el seu discurs mitjançant la tècnica del videomapatge. Un dels autors clàssics son el col·lectiu Antivj, format per Yannick Jacquet, Olivier Ratsi, Simon Geilfus, Joannie Lemercie i Romain Tardy. El seu videomapping més representatiu, (titulat Omicron) va fer-se al museu d'arquitectura d'Hala Stulecia, a Pòlonia al 2012. Tot i que es tracta d'un mapping institucional, té un marcat cáracter d'autor, tal com explica el Romain Tardy al seu blog: " A deliberately minimalist visual aesthetic allowed to highlight the very architecture of Hala Stulecia’s dome and re-affirm its place at the core of the piece. Minimalism also appeared to be the most appropriate means of conveying this idea of future at different periods of time (from 20’s/30’s anticipation film to more contemporary productions). But the use of these references was not simply formal: the vision of futuristic totalitarian societies seemed to echo back real moments in the history of the building, warning us against the dangers of an idealized vision of the future. (...) By using references such as Fritz Lang’s Metropolis or the utopian projects of Archigram to confront the different visions of the future at different times, we were interested in trying to create a vision of a future with no precise time reference. A timeless future."

## Eina de difusió cultural
El videomapatge és una de les tècniques audiovisuals més utilitzades en l'intent de fer una difusió i una valoració del patrimoni cultural i artístic, aplicat sobre monuments i edificis històrics amb fins commemoratius o bé dirigit a la restauració i reconstrucció virtual de béns culturals. Mitjançant aquest recurs reversible i no invasiu, és possible intervenir en el patrimoni sense modificar-lo ni alterar-lo permanentment, de manera que les imatges poden ser revisades i modificades en qualsevol moment sense que el suport original pugui ser afectat. A més, resulta molt atractiu i impactant per a l'espectador en incorporar una conjunció sincronitzada de la imatge digital amb música o sons. Aquestes representacions visuals fan servir com a suport fonts històriques per a realitzar una reconstrucció el més fidel possible a la realitat.
Gràcies al videomapatge, el so i les projeccions 3D és possible incorporar il·lusions òptiques i de moviment a un fons estàtic, que permet crear una narrativa audiovisual fora del comú. Malgrat ser una tecnologia recent, és el resultat dels continus i més actuals avenços tècnics, que amb el pas el temps s'han tornat més sofisticats, cosa que ha permès una posada en escena més cridanera i impactant.
En el cas d'Espanya, el videomapatge s'ha utilitzat en els últims anys com un reclam turístic en la seva vessant d'espectacle urbà i públic. La idoneïtat d'aquest recurs per a la difusió del patrimoni resideix en el fet que, en projectar la llum sobre una façana, permet recuperar de manera il·lusòria pintures murals perdudes pel pas del temps o bé difondre aquest patrimoni mitjançant la recreació en altres façanes pintures murals ja existents. Malgrat no modificar directament les superfícies, encara es troba sota investigació si aquesta tecnologia pot presentar reptes en el terreny de la conservació d'aquelles restes més antigues, com pintures murals amb segles d'història, en tant que la llum del projector podria afectar negativament les obres. Malgrat això, sempre hi ha l'opció de realitzar la projecció pictòrica sobre l'espai contigu a l'obra i no sobre el suport original, per poder contemplar l'aspecte autèntic amb aquelles restes desgastades pel pas del temps.

### En l'àmbit nacional
Es poden trobar un elevat nombre d'exemples de l'aplicació d'aquesta tècnica en el patrimoni històric i cultural a Espanya.

#### Sant Climent de Taüll
Un dels videomapatges més rellevants que s'ha realitzat a Catalunya és el que es troba a l'església de Sant Climent de Taüll (Lleida). Mitjançant aquest procés de recuperació ha tornat a ser possible la visualització dels frescos d'estil romànic en el seu lloc d'origen, actualment conservats al Museu Nacional d'Art de Catalunya (MNAC). Per a dur a terme aquest procediment es va utilitzar documentació 3D de l'absis del temple mitjançant un escàner làser, el que va proporcionar una rèplica virtual i tridimensional exacta. Al mateix temps, també es va realitzar una documentació fotogràfica de la pintura original del MNAC, per tal de superposar-la amb el resultat virtual i aconseguir una textura i geometries més reals. Més tard, es va ultimar la projecció mitjançant el videomapatge i es van crear els efectes sonors que l'acompanyarien. Durant aquest procés, no només es va aconseguir restituir de manera virtual les restes originals, sinó que a més es va utilitzar per realitzar una reconstrucció hipotètica de l'obra primigènia del segle xii.
A la projecció de les imatges l'acompanya una música que va ser composta mitjançant instruments medievals i retocada digitalment per atorgar-li una sonoritat contemporània, a més d'efectes sonors registrats en els voltants de l'església. Aquesta conjunció música-imatge fa d'aquesta representació virtual una obra que no només conté rigor històric, sinó que a més és capaç d'emocionar a l'espectador del segle XXI.
El resultat va ser una reconstrucció virtual de tot el conjunt pictòric projectada com una imatge animada. Les imatges de videomapatge s'activen cada mitja hora en una projecció de 9 minuts de durada que es projecta sobre l'absis central de l'església. Amb aquest projecte denominat Taüll 1123 es va aconseguir una experiència virtual immersiva que pretenia traslladar en el temps al visitant de l'església de Sant Climent de Taüll vuit segles enrere, quan l'obra va ser realitzada.

#### Barcelona
A més dels frescos de Sant Climent de Taüll, Barcelona es va convertir en l'any 2012 en tota una referència nacional del videomapatge en coincidir en aquest mateix any tres grans projeccions sobre els edificis més emblemàtics de la Ciutat, com la Casa Batlló, la Pedrera i la Sagrada Família.

#### Sant Pau
Els llums de Sant Pau és un esdeveniment en què el Recinte Modernista de Sant Pau es transforma en un lluminós paisatge de conte de fades on hi ha molts llums nadalencs, el recorregut és circular i d'un quilòmetre de llargada. Es poden veure figures il·luminades i també la vegetació il·luminada.

#### Girona
Finalment, en l'àmbit autonòmic, a Catalunya, també hi havia fa tres anys el Festival Internacional de Mapping de Girona. Aquest va ser creat el 2014 durant el mandat de Carles Puigdemont com a alcalde de la ciutat i en alguna edició va arribar a rebre més de 15.000 visitants. El festival era gratuït i estava conformat tant per les projeccions fetes a diferents racons de la ciutat com per un concurs on els visitants podien presentar propostes (el 2016 se'n van presentar 119), les quals prèviament a la celebració definitiva d'aquest serien escollides i premiades per a la posterior projecció. Aquest va ser creat amb l'objectiu que s'arribés a entrellaçar el valor arquitectònic de Girona amb la creació contemporània mitjançant la innovació tecnològica i les arts audiovisuals. Tot i això, aquest festival va deixar de ser realitzat el 2017 amb l'objectiu de poder reformular tant les bases del concurs com el plantejament de la mateixa celebració. Es volia fer més eficient i estratègic, ja que en el seu moment el festival tenia molt potencial per atraure visitants a Girona. D'altra banda, es va obrir el debat de si s'hauria d'obrir aquest a altres disciplines artístiques i no deixar-lo únicament centrat en la tècnica del mapping, si havia de tenir un caràcter biennal o si s'havia de celebrar a finals d'any en lloc de fer-ho al juliol, que és quan se celebrava llavors. Cal destacar que des que van sortir les últimes notícies per l'aturada del festival (2017) aquest no ha reprès l'activitat.

#### Madrid
Altres edificis emblemàtics que s'han convertit en llenços animats gràcies a les projeccions de vídeo mapping han estat, per exemple, la Plaça Major de Madrid l'any 2017 per celebrar el 40 centenari d'aquesta o el gran vídeo mapping projectat sobre la façana del Museu del Prado per commemorar el seu bicentenari l'any 2019. Aquest últim va ser un mapping commemoratiu de grans dimensions i transcendència, que va conjugar la tecnologia mapping amb efectes especials i làser, del que va resultar una projecció tridimensional immersiva sincronitzada amb una banda sonora composta exclusivament per a l'ocasió. Aquest tenia com a objectiu acompanyar el públic en un viatge visual a través de les obres de la pinacoteca. Va rebre el nom de Refracción: de el caos a la quietud, i es van projectar quadres dels pintors més representatius per traçar l'evolució de la pintura i la societat, passant per estils com el gòtic, el romanticisme o l'impressionisme, i mostrant diverses temàtiques com mitologia, religió i paisatges, entre moltes altres.

#### Toledo
També destaca la projecció de vídeo mapping realitzada a Toledo, sobre la Puerta de la Bisagra, per a la commemoració del IV centenari del Greco. Aquesta imatge virtual mostrava l'evolució històrica del monument en relació amb la vida i obra del pintor.

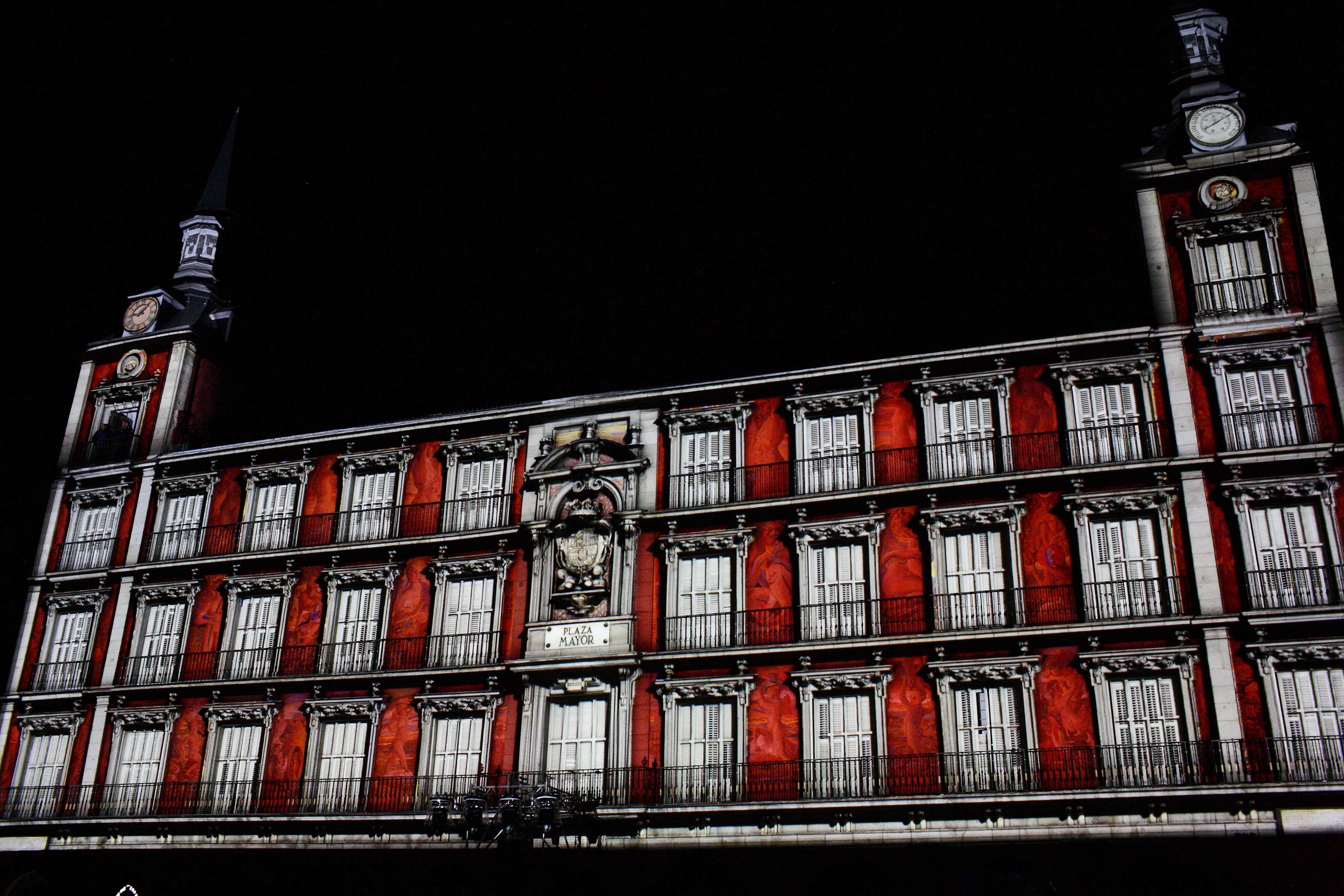
IV Centenario Plaza Mayor (Madrid) - Video Mapping

### En l'àmbit internacional

#### Praga
En el panorama internacional també es troben països que han utilitzat el vídeo mapping de manera recurrent com a espectacle de llum i so per tal d'impulsar el patrimoni nacional. D'aquesta manera, un exemple destacat va tenir lloc a Praga l'any 2010 amb motiu de la celebració del sisè centenari de la construcció de la Torre del Reloj.

#### França
El vídeo mapping també és una tècnica molt utilitzada en França en l'àmbit dels monuments i llocs patrimonials, on es du a terme des dels darrers anys del passat segle. A més, compta amb una coneguda empresa especialitzada en aquest camp anomenada Skertzò, les representacions visuals de la qual són considerades com a obres d’art. Un exemple d'això és la representació anomenada De Monet aux pixels (2004-2014), projectat sobre la Catedral de Rouen, així com Reve de lumières (2008) al Castell de Chambord. En París també és conegut el vídeo mapping desplegat sobre la façana de la catedral de Notre Dame l'any 2017. Aquest va rebre el nom de Dame de Coeur i es va realitzar per commemorar el centenari de la Primera Guerra Mundial, a més de mostrar la fortalesa de la catedral de 850 anys que havia sobreviscut a dues guerres mundials, revolucions i disturbis. Aquesta projecció conta la història de la catedral i del seu rol en la història de França. Això es va fer a través de la representació d’un soldat nord-americà ferit a la Primera Guerra Mundial que li va dir a una jove infermera francesa que temia morir abans de poder veure la llegendària catedral gòtica francesa. La projecció de vídeo de 20 minuts realitzada mitjançant mapping 3D va incloure 17 imatges lluminoses i va ser creada pel director Bruno Seillier.

#### Itàlia
Per la seva banda, a Itàlia l'ajuntament de Pescara va promoure una iniciativa internacional amb la finalitat de transformar les façanes d'edificis emblemàtics en grans videomapatges arquitectònics de color i vida. Això va tenir lloc al Palazzo Arlecchino, donada la seva estètica particular formada per mosaics monocromàtics. El resultat va ser una projecció de vídeo de gran impacte que sota el lema "A plastic World" tractava de conscienciar, des d'un punt de vista artístic, sobre la crisi mediambiental. Durant els vuit dies que va durar el festival de vídeo mapping de Pescara, més de 20 mil persones van acudir a contemplar el conjunt audiovisual que formaven les cridaneres projeccions de color a les façanes dels edificis sincronitzades amb música de fons.

#### Anglaterra
El 2014, a Anglaterra va haver-hi el "Christmas at Kew" i es continua fent cada any. Aquest és un dels esdeveniments més esperats cada any a Londres i succeeix al parc botànic anomenat Kew Gardens. Per poder accedir al recinte s'ha de comprar una entrada de forma anticipada. Hi ha dues opcions per entrar, una d'elles és per l'entrada principal, anomenada Victoria Gate o per l'anomenada Brentford Gate, en el cas que es reservi pàrquing. Aproximadament es tarden uns 75 minuts a caminar per tot aquest recinte, ja que la pista fa uns 2,5 km aproximadament. L'esdeveniment es basa a donar una volta pels jardins decorats de manera nadalenca mentre sona també música de Nadal. En aquest recinte hi ha també molts llocs per menjar els quals ofereixen una gran varietat. Hi ha fins i tot una atracció de cavallets i l'horari és de cinc de la tarda a un quart de nou del vespre.

#### Alemanya
A Alemanya des del 2016 hi ha hagut el Christmas Garden al Jardí Botànic de Berlín. Aquest segueix també l'exemple del Christmas at Kew de Londres i ha servit d'inspiració pel del Barcelona. Aquest recorregut dura una hora i mitja i està format per trenta il·luminacions. Com el d'Anglaterra, aquest també ofereix diferents quioscos de menjar. Hi ha quatre fites en aquest lloc els quals són els següents:
- El faig dels contes: un faig veig que té més de cent anys es transforma en un brillant arbre de contes.
- El Field of Lights que és una mar de llums.
- L'arbre dels desitjos: un arbre amb branques lluminoses on es pot demanar un desig.
- El llac d'Amèrica: un petit llac que posa en escena amb instal·lacions lluminoses màgiques.[23]